# Zdenka
Zdenka je žensko osebno ime.

## Izvor imena
Ime Zdenka je slovanskega izvora, in sicer tvorjenka na -ka iz prvega dela zloženih slovanskih imen Zdemir, Zdemil, Zdebor, Zdegoj, Zdedrag, Zdeslav, Zdestan. Sestavina zde- ima pomene, ki jih izkazujeta glagola zdeti ali zdati, to je »skupaj dati, zbrati, zgraditi«.

## Različice imena
Zdena, Zdenislava, Zdenja, Zdenjka, Zdenkica, Zdinka, Zdislava

## Tujejezikovne oblike imena
- pri Čehih: Zdenka, Zdeňka, Zdena, Zdenička

## Pogostost imena
Po podatkih Statističnega urada Republike Slovenije je bilo na dan 31. decembra 2007 v Sloveniji število ženskih oseb z imenom Zdenka: 5.786. Med vsemi ženskimi imeni pa je ime Zdenka po pogostosti uporabe uvrščeno na 49. mesto.

## Osebni praznik
V koledarju je ime Zdenka zapisano skupaj z imenom Sidonij; god praznuje 21. avgusta.